# Aéropostale
«Аэропосталь» (фр. Aéropostale, полное название — Compagnie Générale Aéropostale) — французская авиакомпания, созданная в 1918 году в Тулузе, осуществлявшая международные авиапочтовые перевозки на дальние расстояния и первоначально имевшая название «Ассоциация линий Латекоэра» (Société des lignes Latécoère). В 1927 году была переименована в «Аэропосталь». Основатель компании — Пьер-Жорж Латекоэр (1883—1943). Среди известных лётчиков этой компании были Антуан де Сент-Экзюпери и Жан Мермоз.

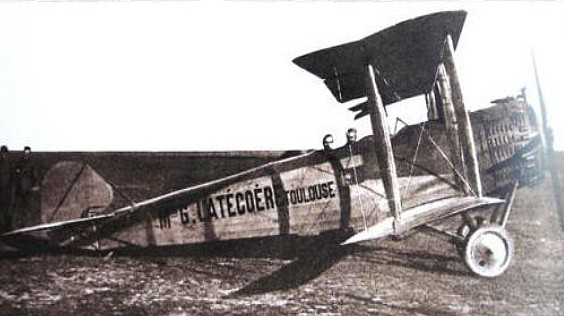
Самолёт компании Lignes Aériennes Latécoère (ок. 1918)

## История
В 1918 году у пионера воздухоплавания Латекоэра появилась идея организовать почтовое сообщение между Францией и Сенегалом, транзитом через Испанию и Марокко. Для этого Латекоэр основал компанию «Авиалинии Латекоэра» (Lignes Aériennes Latécoère), которая начала осуществлять сообщение между Тулузой и Касабланкой, Касабланкой и Дакаром, Дакаром и Ресифи в Бразилии. Затем компания была переименована в «Главную компанию по аэроперевозкам» (Compagnie générale d’entreprises aéronautiques) и действовала под таким названием в 1921—1927 годах. Именно в это время свои первые полёты совершили Антуан де Сент-Экзюпери, Жан Мермоз, Анри Гийоме.
В 1927 году Латекоэр передал доставку почты в Южную Америку Марселю Буйу-Лафону, который основывал «Генеральную компанию Аэропосталь» (Compagnie Générale Aéropostale), более известную как просто «Аэропосталь».
В 1932 году «Аэропосталь» согласилась на слияние с «Эр Франс».

## Известные пилоты компании

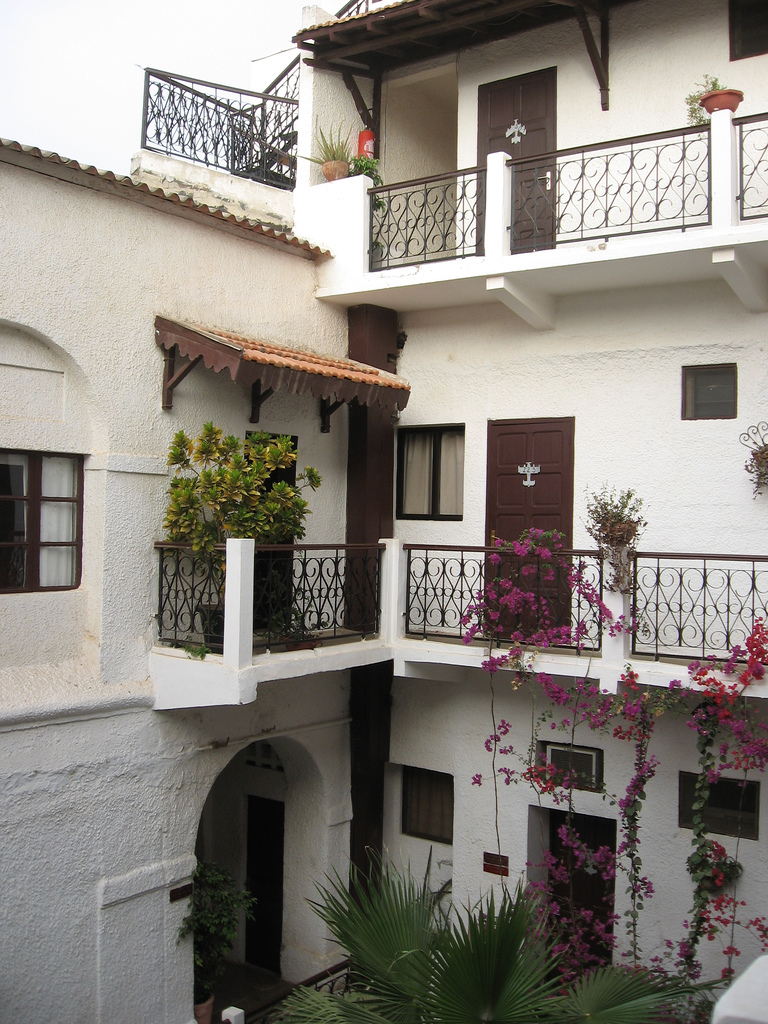
Гостиница в Сен-Луи (Сенегал), где останавливались пилоты компании «Аэропосталь»

К числу известных пилотов, занятых в компании «Аэропосталь», относились:
- Анри Гийоме,
- Жан Дабри (фр. Jean Dabry),
- Дидье Дора (англ. Didier Daurat),
- Гастон Женен (фр. Gaston Génin),
- Леопольд Жимье (фр. Léopold Gimié),
- Жан Мермоз
- Антуан де Сент-Экзюпери и др.

## «Аэропосталь» в литературе
История почтовой авиации, берущая своё начало после Первой мировой войны, многим обязана профессионализму пилотов, обслуживавших авиапочтовые линии и настоящих энтузиастов своего дела. В 1920-х годах перелёты и доставка почты самолётами были рискованным предприятием, а порою и смертельно опасным.

«Где-то ведут сейчас борьбу почтовые самолёты. Ночной полёт тянется долго, словно болезнь. Возле самолёта надо дежурить, как у постели больного. Необходимо помогать людям, которые руками, коленями, грудью встречают ночной мрак, бьются с ним лицом к лицу и для которых не существует — во всем мире не существует ничего, кроме зыбких невидимых стихий. Силой собственных рук, вслепую, должны они вырвать себя из этих стихий, точно из морской пучины. Как страшно может прозвучать иногда признание: „Чтоб разглядеть свои руки, мне пришлось их осветить…“ В красном свете выступает лишь бархат рук, словно брошенных в ванночку с проявителем. Это всё, что остается от вселенной, и это необходимо спасти».— А. де Сент-Экзюпери. Ночной полёт
Повседневный быт и подвиги пилотов компании «Аэропосталь» запечатлены в произведениях Антуана де Сент-Экзюпери, который и сам был лётчиком этой компании. Наиболее подробно им был описан перелёт по маршруту из Франции в Южную Америку в романе «Ночной полёт». Этот период в жизни Сент-Экзюпери нашёл также отражение в романе «Южный почтовый» и других произведениях писателя.

«Почта драгоценна, драгоценней, чем сама жизнь, — твердила Компания. Конечно — ведь ею живут тридцать тысяч влюблённых… Потерпите, влюблённые! Ваши письма прилетят с вечерними огнями. Позади остались этот чан с тяжёлыми тучами и взбивающий, перемешивающий их ураган. Впереди — разодетая солнечными лучами земля, ворс лесов и полотно полей, и чуть морщит парусина моря».— А. де Сент-Экзюпери. Южный почтовый

## «Аэропосталь» и филателия

Почтовая марка Сенегала (1998) с изображением Антуана де Сент-Экзюпери, работавшего пилотом в компании «Аэропосталь», и силуэта самолёта над песками Африки. Марка посвящена роману писателя «Южный почтовый»

Сохранившиеся почтовые отправления, которые перевозились компанией «Аэропосталь» в период между двумя войнами, пользуются ныне популярностью у филателистов. На этих отправлениях на каждом этапе перелёта ставились почтовые штемпели и другие пометки, по которым можно восстановить весь авиапочтовый маршрут. Некоторые из них даже могут свидетельствовать о каких-либо трагических событиях, произошедших во время перевозки авиапочты.
В память об открытии полётов вдоль той или иной авиалинии на корреспонденции делались специальные гашения, иногда издавались пропагандистские (непочтовые) марки, а впоследствии к юбилеям начала авиапочтовых перевозок приурочивались выпуски памятных почтовых марок и других филателистических материалов. Особое место среди них занимают марки, посвящённые пилоту компании, писателю Антуану де Сент-Экзюпери.